# غودفروا نيومبار
غودفروا نيومبار (مواليد 1969) هو مسؤول في القوات المسلحة البوورندية. قاد محاولة الانقلاب الفاشلة ضد الرئيس بيير نكورونزيزا بتاريخ 13 مايو عام 2015. كان نيومبار يحمل رتبة لواء خلال الفترة التي جرت فيها عملية الانقلاب. وكان في السابق قد عمل رئيساً للأركان وسفيراً لبوروندي في كينيا، ورئيساً للمخابرات البوروندية من شهر ديسمبر عام 2014 عندما استبدله نكورونزيزا بأدولف نشيميريمانا وحتى فبراير 2015 حينما غيّر نشيميريمانا واستبدله باللواء موسيس باستور بوكومي.

## السيرة العسكرية
كان نيومبار قائداً من الهوتو في فصيل متمردي المجلس الوطني للدفاع عن الديمقراطية – قوات الدفاع عن الديمقراطية خلال الحرب الأهلية البوروندية وشاركت هذه المجموعة في محادثات السلام مع فصيل متمردي قوى التحرير الوطني.
غدا نيومبار بعد انتهاء الحرب الأهلية من أرفع قادة الجيش البوورندي في ظل حكم الرئيس نكورونزيزا الذي رشحه ليصبح رئيساً لأركان الجيش. وتم تأكيد تعيينه في المنصب عبر مجلس الشيوخ بتاريخ 16 أبريل عام 2009. وكان أول هوتو يقود الجيش في تاريخ البلاد.
أشرف نيومبار على الجهود العسكرية أثناء مهمة بعثة الاتحاد الأفريقي في الصومال حيث نشرت بوروندي 4,400 جندي في مارس 2011. وقال نيومبار يوم 14 مارس 2011 بأن الجنود قد جرى نشرهم قبل أسبوع.
عُيّن نيومبار رئيساً للمخابرات البوروندية في أواخر عام 2014. ولم يشغل هذا المنصب سوى لمدة ثلاثة أشهر تقريباً حيث سرحه بعدما أقاله نكورونزيزا في شهر فبراير من عام 2015. وجاءت إقالته بعد تسريب مذكرة تألفت من 10 صفحات كتبها نيومبار ويقدم فيها رأيه وأسباب معارضته لترشح نيكورونزيزا الجدلي لولاية ثالثة.

### محاولة انقلاب مايو 2015
أعلن نيومبار على محطة إذاعية خاصة عن تنحيته لنكورونزيزا عن سدة الحكم يوم 13 مايو عام 2015، وجاء ذلك وسط الاحتجاجات المندلعة في البلاد ضد ترشح نكورونزيزا لولاية رئاسية ثالثة التي عدها الكثيرون غير دستورية. وكان نكورونزيزا لحظة الإعلان عن الانقلاب في زيارة لإجراء محادثات في تنزانيا المجاورة حول الوضع المضطرب في بلاده. وخلال تحدث نيومبار عن هذا مع غيره من المسؤولين العسكريين رفيعي المستو، ألقى نيومبار اللوم على نكورونزيزا لما سببه من تدهور للأوضاع الأمنية في البلاد بعد الجدل الذي أثاره في الوسط الشعبي ببوروندي على أثر إعلانه عن نيته الترشح لفترة رئاسية ثالثة. خرج كثير من الناس المعارضين لنظام نكورونزيزا إلى شوارع بعد بث الإعلان. وأشارت التقارير الصحفية الأولية إلى نجاح الانقلاب في بادئ الأمر، وذلك رغم نفي الحكومة المتكرر للأنباء. حاول نكورونزيزا العودة لبوروندي، ولكنه لم يستطيع الهبوط في مطار بوجومبورا الدولي بسبب سيطرة المتمردين عليه.
قاوم الموالون لنكورونزيزا تحركات المتمردين وأعلنوا أنهم استطاعوا إفشال محاولة الانقلاب. وهاجم عناصر من المتمردين محطة البث الإذاعي والتلفازي التابعة للدولة يوم 14 مايو، ولكن تصدت لهم قوات موالية للحكومة. وباء ت محاولة الانقلاب هذه بالفشل في نهاية المطاف. وقال نيومبار في وقتٍ مبكر من يوم 15 مايو أنه قرر هو وقادة الانقلاب الآخرين الاستسلام للقوات الحكومية. وأعرب عن آمله في ألّا تقتلهم القوات الموالية. أعلنت الحكومة في تصريحٍ عن إلقاء القبض على نيومبار بيد أنها ما لبثت أن سحبت هذا التصريح في وقتٍ لاحق من ذاك اليوم.